# 莫島管舌雀
莫島管舌雀（學名：Paroreomyza flammea），又名卡克威西管舌鳥，是已滅絕的雀，分布於摩洛凱島上的森林中。由英國鳥類學家傑佛瑞·威爾森（Jeffrey A. Wilson）發現，為一隻雌鳥及兩隻雄鳥，並將這些標本帶回英國。

## 特徵
莫島管舌雀只有5吋半長，趾上有爪。雄鳥全身呈赤紅色，彷彿一團火焰。雌鳥的腹部呈淡褐色。牠們的叫聲像在遠處切斷木頭的聲音。

## 習性
莫島管舌雀像毛島管舌雀般會用其短而頓的喙在樹中啄出昆蟲。牠們主要吃甲蟲及毛蟲，或者花蜜。牠們的巢是由苔蘚組成。牠們在樹間跳來跳去捕捉昆蟲吃時，就像一團火焰飛來飛去一般。

## 滅絕
莫島管舌雀於1963年絕種，可能是因失去棲息地、疾病及入侵的掠食者等所致。入侵的蚊帶來了致命的疾病，包括家禽瘧疾及禽痘，會令莫島管舌鳥生病及長出疙瘩，最終令雀鳥痲痺及餓死。另外，莫島管舌鳥亦經常被殺，並摘下羽毛，作為貴族的身份象徵。
莫島管舌鳥最後於1963年被見到，另有指牠們生存至1970年代，但之後就肯定已經滅絕。

## 外部連結
- 莫島管舌雀的立體圖